# Pelargonium crassicaule
Pelargonium crassicaule (L'Hér., 1789) è una pianta appartenente alla famiglia delle Geraniaceae, originaria di Sudafrica e Namibia.

## Descrizione
Dotata di gambo diametralmente largo, questa pianta accumula l'acqua necessaria alla sua sopravvivenza nella stagione delle piogge; nei periodi siccitosi, invece, il P. crassicaule evita la dispersione di sostanza idriche dal corpo chiudendo tutti i pori del gambo, andando incontro anche alla perdita delle sue foglie, piccole e di colore verde-grigiastro. Questo suo ciclo automatico ne rende difficile l'acclimatazione in altre aree del mondo. I petali, molto ristretti (di molto inferiori al centimetro di lunghezza), distribuiti su sette fiori in media; tutte bianche candide, le infiorescenze si sviluppano, all'incirca, tra febbraio ed aprile-maggio, e solitamente presentano macchie di un rosso purpureo che richiamano alcuni cuori.

## Distribuzione e habitat
L'unico habitat naturale è limitato ad un ristretto tratto di costa, lungo circa 300 km, a cavallo del confine tra Namibia e Sudafrica.